# Searching (film)
Searching è un film del 2018 diretto da Aneesh Chaganty con protagonisti John Cho e Debra Messing.
Il film, girato dal punto di vista degli smartphone e dei computer e presentato in anteprima al Sundance Film Festival 2018 nella sezione NEXT, segue un padre che cerca di trovare la figlia scomparsa di 16 anni. Ha ottenuto un enorme successo commerciale, incassando 75 milioni di dollari a livello globale, a fronte di un budget di appena 880.000 dollari.
Nel 2023 è uscito un sequel stand-alone, Missing.

## Trama
A San Jose, in California, David Kim guarda vecchie fotografie e video di sua figlia Margot e della sua defunta moglie Pamela, che morì di linfoma circa due anni prima, episodio che portò progressivamente David e Margot ad allontanarsi. Una notte Margot va a casa di un amico per il suo gruppo di studio; mentre David dorme, Margot tenta di chiamarlo tre volte. La mattina dopo, David non riesce a contattare Margot né telefonicamente né via chat, ma non se ne preoccupa in quanto presume che sia uscita presto e sia andata a scuola. Più tardi chiama l'insegnante di pianoforte di Margot, la quale però lo informa che Margot ha smesso di andare a lezione di piano sei mesi prima. David scopre che Margot aveva intascato i soldi per le lezioni ed aveva poi trasferito 2500 dollari su un account sulla piattaforma Venmo, account cancellato subito dopo. Comprendendo che Margot è scomparsa, David chiama la polizia; il caso è assegnato alla detective Rosemary Vick, che chiede informazioni sulla personalità e le amicizie di Margot. David riesce ad accedere al profilo Facebook di Margot e a parlare con i suoi contatti, ma scopre che la figlia non ha avuto amici intimi dalla morte della madre. Vick chiama per riferire che Margot si è procurata una falsa patente di guida e gli mostra dei filmati di telecamere di sorveglianza che mostrano Margot in un incrocio autostradale fuori città, suggerendo che potrebbe essere scappata volontariamente.
David, non convinto, scopre che Margot ha usato un sito di "vlogging" chiamato YouCast e che ha spesso parlato con una ragazza lavoratrice con nickname "fish_n_chips". Vick indaga su questo e riferisce che fish_n_chips è innocente, essendo stata avvistata al lavoro a Pittsburgh nell'ora in cui Margot sarebbe scomparsa. Dall'Instagram di Margot, David scopre che ha visitato frequentemente il lago Barbosa, che si trova vicino al raccordo autostradale, quindi si reca presso il lago e trova il portachiavi di Margot sul terreno. La polizia arriva e scopre l'auto di Margot sott'acqua con all'interno una busta contenente 2500 dollari in contanti. Vengono avviate nei dintorni del lago delle approfondite ricerche con dei volontari, ma un temporale rallenta i progressi. Il corpo di Margot, tuttavia, non viene trovato. David esamina le fotografie della scena del crimine e nota la giacca di suo fratello Peter in macchina. Leggendo la chat tra Peter e Margot scopre che zio e nipote stavano avendo un qualche tipo di relazione, quindi acquista delle microcamere e le installa in casa del fratello; Peter se ne accorge e, dopo una decisa richiesta di spiegazioni da parte di David (che aveva equivocato la relazione fra fratello e figlia), spiega che stavano fumando marijuana insieme e accusa David di essere un padre assente perché non si è accorto che sua figlia soffriva di solitudine a causa della perdita della madre.
L'incontro si interrompe quando Vick chiama David, dicendogli che un ex detenuto di nome Randy Cartoff ha confessato in un video online di aver violentato ed ucciso Margot. Viene organizzato per Margot un funerale in memoria. Mentre David sta caricando le foto su un servizio di video funerario, nota che la fotografia di stock del sito web presenta la stessa donna dell'immagine del profilo di fish_n_chips. David, dopo una breve ricerca, scopre che la ragazza ritratta è una modella che vende la sua immagine ad aziende on line, il che implica che l’account "fish_n_chips" è una falsa identità e che quindi la detective Vick (che aveva detto di avere sentito la ragazza che digitava dietro fish_n_chips) ha mentito. Tentando di chiamarla per riferire questo, David parla con una collega della detective che rivela che si era offerta volontaria per sostenere il caso, anziché esserle assegnato, come aveva affermato lei. David cerca Vick usando Google e scopre che conosceva Cartoff attraverso un programma di volontariato per ex detenuti. Riferisce tutto ciò allo sceriffo, che arresta Rosemary Vick mentre è al funerale in memoria della ragazza.
Pochi giorni dopo Vick accetta di confessare l'omicidio e altri crimini in cambio di clemenza nei confronti del figlio Robert, che ha problemi comportamentali e che stava usando il sito YouCast per avvicinarsi a Margot, essendone attratto fin dalla scuola elementare. Quando Margot gli aveva mandato 2500 dollari, pensando che Robert fosse una ragazza lavoratrice la cui madre era ricoverata in ospedale per un cancro (come accaduto alla mamma di Margot), Robert si era sentito in colpa e aveva deciso di incontrare Margot al lago; durante l'incontro, Margot si era spaventata ed era scappata, e Robert, tentando di raggiungerla per spiegarsi, aveva inavvertitamente fatto cadere Margot in un burrone profondo quindici metri. Robert, in preda al panico, aveva chiamato la madre che aveva cercato di coprire l'incidente, spingendo la macchina nel lago, creando la falsa patente di guida e poi dicendo di aver verificato l'alibi della ragazza con nickname fish_n_chips a Pittsburgh. Quando successivamente David aveva trovato la macchina, facendo così cadere la storia della fuga della figlia, Vick era stata costretta a modificare il piano mettendo in mezzo Cartoff, facendone un capro espiatorio e, probabilmente, uccidendolo.
Mentre Vick viene portata in prigione, David le chiede dove sia il corpo di Margot; Vick risponde che Margot è nel burrone e che anche se fosse sopravvissuta alla caduta, non avrebbe potuto vivere senza acqua per cinque giorni. David dice alla polizia di andare a controllare, sottolineando che il terzo giorno si è verificato un temporale che avrebbe potuto fornire acqua a Margot. Nel burrone, la squadra di soccorso scopre Margot gravemente ferita ma viva. Due anni più tardi una ristabilita Margot attende l'accettazione alla sua domanda al Conservatorio per studiare pianoforte. Foto e chat mostrano che la relazione tra David e Margot, adesso, è notevolmente migliorata.

## Cast

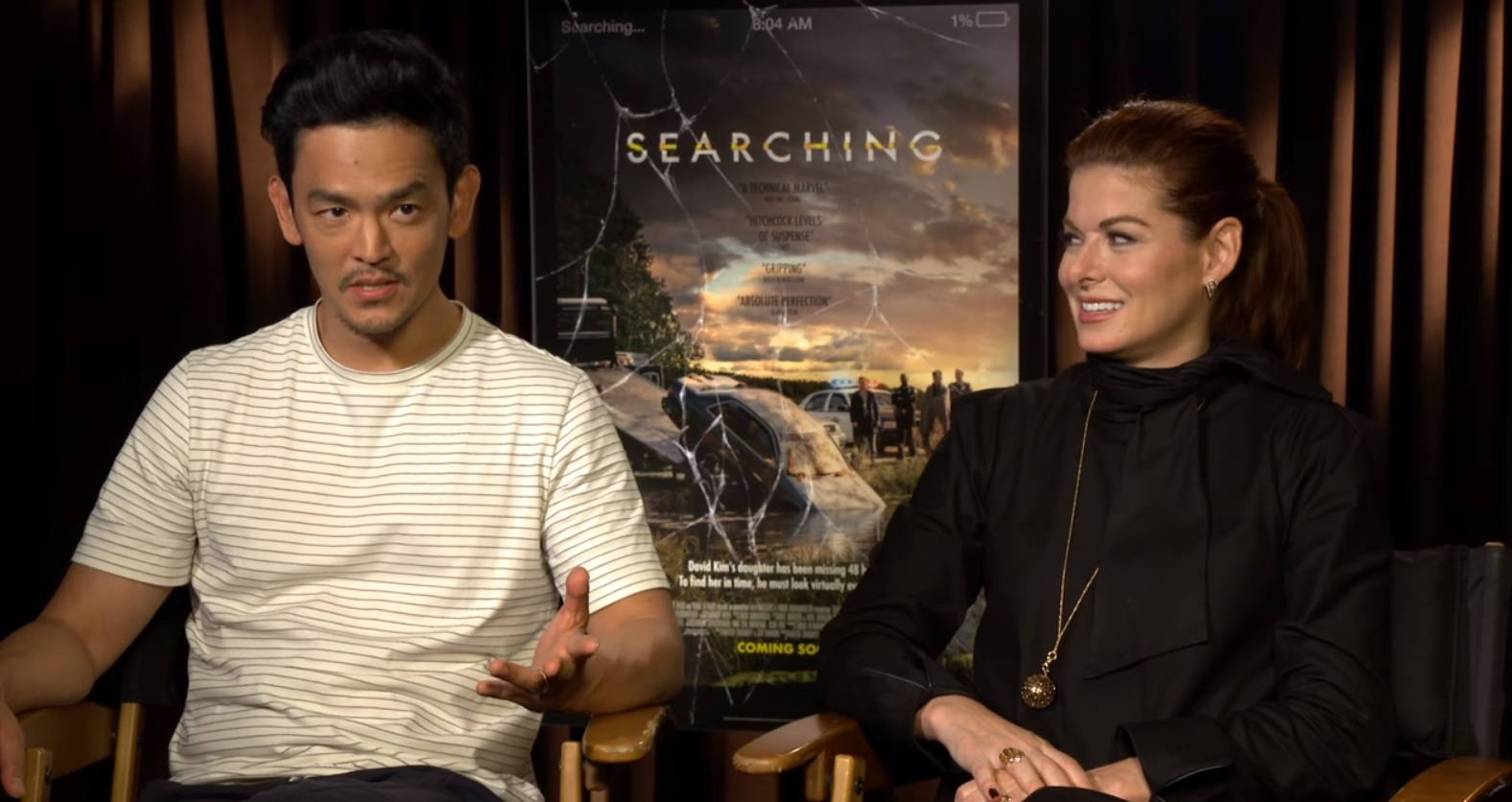
John Coo e Debra Messing durante la promozione del film

Il cast del film comprende John Cho nel ruolo di David Kim, Debra Messing nel ruolo della Detective Rosemary Vick, Joseph Lee in quello di Peter, Michelle La interpreta la figlia di David, Margot, e infine Sara Sohn nel ruolo di Pamela Nam Kim.

## Distribuzione
Il film è stato distribuito nelle sale statunitensi il 24 agosto 2018, mentre in quelle italiane dal 18 ottobre dello stesso anno.

## Accoglienza

### Critica
Il film è stato acclamato dalla critica. Sull'aggregatore di recensioni Rotten Tomatoes ha un indice di gradimento del 93% con un voto medio di 7,5 su 10, basato su 194 recensioni, mentre su Metacritic ha un punteggio di 71 su 100, basato su 34 recensioni.

## Riconoscimenti
- 2018 - Sundance Film Festival
  - NEXT Audience Award[8]
  - Premio Alfred P. Sloan[9]
  - Amazon Studios Producers Awards: Narrative Feature[10]
- 2018 - National Board of Review[11]
  - Migliori dieci film indipendenti